# Isophya gulae
Isophya gulae är en insektsart som beskrevs av Peshev 1981. Isophya gulae ingår i släktet Isophya och familjen vårtbitare. Inga underarter finns listade i Catalogue of Life.